# Czesław Panek
Czesław „Jesse“ Panek (* 13. Juli 1954 in Bydgoszcz; † 15. August 2016) war ein polnischer Eishockeyspieler und -trainer, der in seiner aktiven Zeit unter anderem für die Düsseldorfer EG und den BSC Preussen in der Eishockey-Bundesliga spielte.

## Karriere
Panek begann seine Karriere in der polnischen Ekstraliga bei Polonia Bydgoszcz und Stoczniowiec Gdańsk, wo der gelernte Verteidiger mehrere Jahre spielte. Nachdem er 1976 den Sprung in den Auswahlkader für die Weltmeisterschaft im selben Jahr in seiner polnischen Heimat knapp verpasst hatte, nahm er mit der polnischen Nationalmannschaft an den B-Weltmeisterschaften in den Jahren 1980 und 1981 in Österreich und Italien teil. Insgesamt absolvierte Panek 59 Länderspiele für Polen.
Im Sommer 1981 unterschrieb der damals 27-Jährige einen Vertrag bei der Düsseldorfer EG. Dort blieb er nur zwei Spielzeiten und schloss sich zur Saison 1983/84 dem neu gegründeten BSC Preussen an. Hier entwickelte sich Panek zu einem der Leistungsträger und Publikumslieblinge. Gleich in seinem ersten Spiel für den BSC erzielte Panek ein Tor gegen den Duisburger SC von der Mittellinie. In seiner ersten Spielzeit für die Preussen erzielte er in 42 Spielen 39 Punkte. Im Jahr 1987 konnte er mit den Preussen nach mehreren gescheiterten Anläufen in die 1. Bundesliga aufsteigen. Zudem gehörte er zu den punktbesten Verteidigern im Team: In 335 Spielen für die Berliner schoss Panek insgesamt 61 Tore und kam auf 118 erste Vorlagen sowie 495 Strafminuten. Nach Ablauf der Saison 1990/91 beendete er seine Eishockeykarriere und betreute fortan die erste Mannschaft des BSC Preussen als Assistenztrainer. Des Weiteren übernahm er das Amt des Trainers der Junioren, mit denen er zweimal Deutscher Meister wurde.
Nach weiteren Engagements in Düsseldorf und Berlin arbeitete Panek zweimal beim italienischen Erstligisten HC Bozen. In der Saison 1997/98 wurde er mit den Südtirolern italienischer Meister. Später kehrte er noch einmal zu den DEG Metro Stars zurück, wo er als Trainer der zweiten Mannschaft agierte. In dieser Zeit führte er die Zweitvertretung der Düsseldorfer EG von der Landesliga-NRW bis in die Regionalliga-NRW. Schließlich bemühte sich die Vereinsführung des EHC Dortmund im Jahr 2007 um den damals 53-Jährigen und konnte ihn von einem Engagement bei den Elchen überzeugen. Er wechselte daraufhin zusammen mit seinem Sohn Sascha Panek in die Ruhrgebietsmetropole. Panek wurde mit dem EHC auf Anhieb Regionalligameister 2007 und verpasste den Aufstieg in die Oberliga am Ende im Penaltyschießen gegen den Herner EV 2007 nur knapp. Im November 2008 trennte sich das Management der Elche von Jesse Panek.
2009 war Panek als Bundestrainer der Inlinehockeynationalmannschaft (DRIV) tätig. Im November 2009 übernahm er das Traineramt der Füchse Duisburg, welches er bis Ende der Saison 2009/10 ausübte. Weitere Trainerstationen waren die Ratinger Ice Aliens (2010/11), die Kassel Huskies (2012–2015;  Oberliga und Schüler-Bundesliga) und zuletzt FASS Berlin. Panek verstarb im August 2016 im Alter von 62 Jahren nach schwerer Krankheit.